# Desa Tegalurung (administrativ by i Indonesien, lat -6,36, long 108,36)
Desa Tegalurung är en administrativ by i Indonesien.   Den ligger i provinsen Jawa Barat, i den västra delen av landet, 170 km öster om huvudstaden Jakarta.